# Яремейчук Любомир Васильович
Любоми́р Васи́льович Яремейчу́к (1976, с. Вербівці, Івано-Франківська область — український військовослужбовець Збройних Сил України, учасник російсько-української війни.

## Життєпис
Любомир Яремейчук народився 1976 року в селі Вербівцях на Івано-Франківщині.
Мешкав в місті Заліщики Чортківського району на Тернопільщині, де був зятем.
Учасник АТО.
Проходив військову службу у складі 53-ї окремої механізованої бригади імені князя Володимира Мономаха.
Загинув 15 квітня 2022 року внаслідок ворожого артобстрілу в Донецькій області.
Похований 21 квітня 2022 року в родинному селі Вербівцях.
Залишилася дружина та донька.